# Бигич Юрій Венедиктович
Бигич Юрій Венедиктович (1902, Лучин, Сквирський повіт, Київська губернія — 1951, Чернігів) — радянський педагог.

## Життєпис
Народився в с. Лучин Сквирського повіту Київської губернії. Закінчив Київський інститут соціального виховання (1931)
Трудовий шлях
- завідувач початкової школи, хати-читальні, вчитель школи ліквідації неписьменності, початкової, семирічної шкіл в Житомирській, Київській областях (1921—1933)
- директор середніх шкіл № 1, № 5 в м. Фастів Київської області (1933—1941)[1]
- завідувач Фастівського районного відділу народної освіти (1943—1944)
- заступник завідувача Станіславського обласного відділу народної освіти (1944—1946)
- завідувач Станіславського міського, обласного відділів народної освіти (1946—1950)
- інспектор шкіл Міністерства освіти УРСР
- директор Чернігівської середньої школи № 11 (1950—1951)[2].

Обирався членом райвиконкому, депутатом місцевих рад депутатів трудящих.

## Відзнаки
Нагороджений двома орденами «Знак Пошани», знаком «Відмінник народної освіти УРСР».